# Duvaliomimus chrystallae
Duvaliomimus (Duvaliomimus) chrystallae – gatunek chrząszcza z rodziny biegaczowatych i podrodziny Trechinae.

## Taksonomia
Gatunek został opisany w 2010 roku przez Jamesa Iana Townsenda w 62 tomie Fauna of New Zealand. Nazwa gatunkowa nadana na cześć Leity Chrystall.

## Opis
Ciało długości od 5 do 6 mm. Głowa ubarwiona ciemnorudobrązowo, przedplecze i pokrywy brązowawoczarno, a czułki, odnóża i głaszczki jasnożółtawo-brązowo. Głowa lśniąca, ze słabą mikrorzeźbą. Bruzdy czołowe prawie równoległe, stykające się z bruzdą szyjną. Oczy płaskie. Przedplecze o bokach równo zaokrąglonych, po czym gwałtownie zafalowanych przed ostrymi, wystającymi bocznie kątami tylnymi. Tylna krawędź niekompletnie obrzeżona. Linia środkowa ostro wgłębiona, nie sięgająca wierzchołka. Pokrywy bez kątów ramieniowych, o międzyrzędach słabo wypukłych i spłaszczających się ku brzegom, a rzędach nieregularnie i słabo punktowanych. Czwarte człony stóp z blaszkowatymi włoskami, sięgającymi pod człony piąte. Edeagus nieco powiększony ku wierzchołkowi, jednak nie rozszerzony bocznie.

## Występowanie
Gatunek ten jest endemitem Nowej Zelandii, znanym wyłącznie z Wyspy Południowej.